# شاش الطوارق

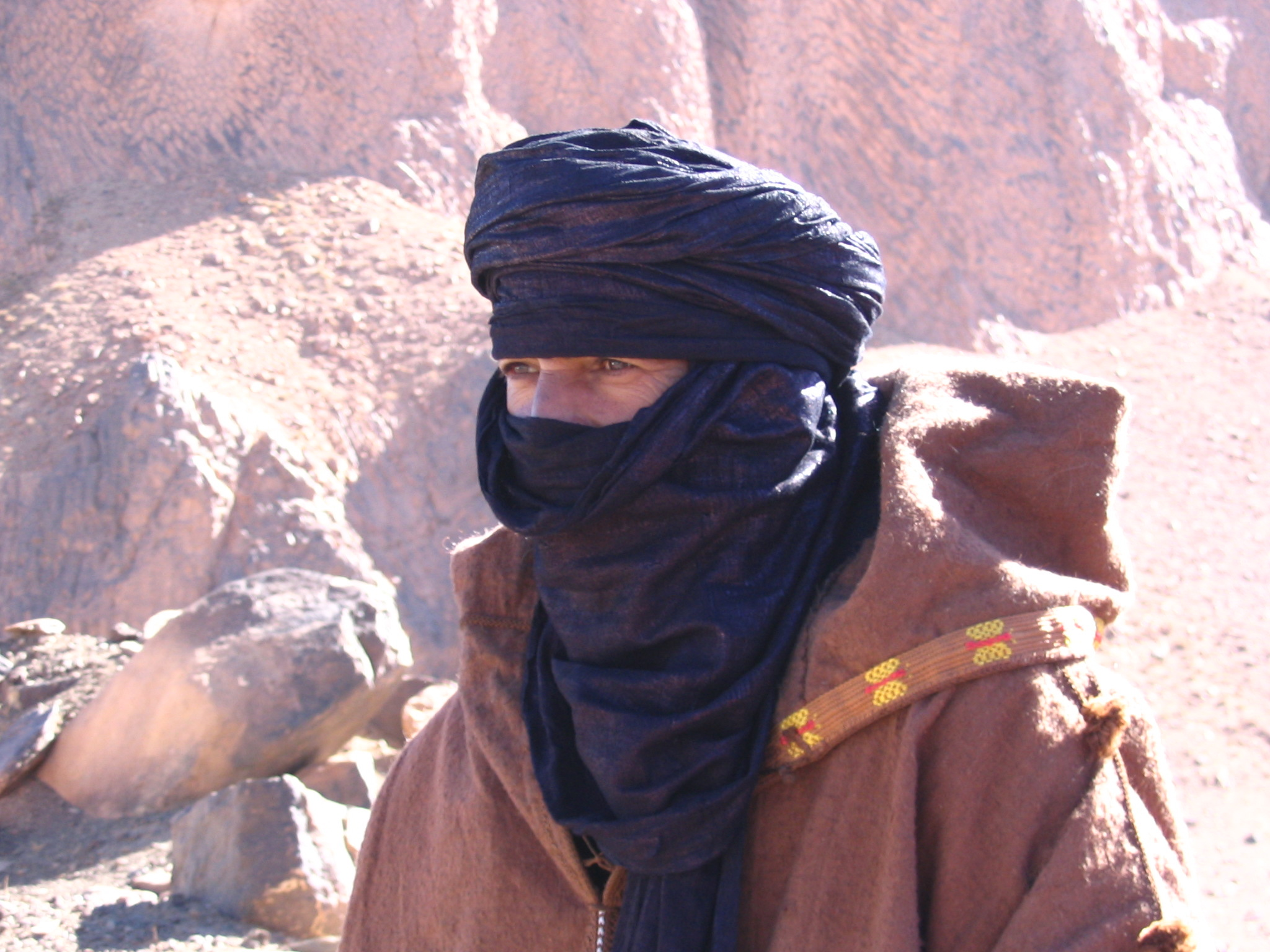
طارقي يرتدي شاش.

الشاش  أو شاش الطوارق (بالطارقية: taɣelmust أو تاقلموست ⵜⴰⵖⴻⵍⵎⵓⵙⵜ) هو نوع من الأوشحة طوله حول 4-8 متر، يلبس من طرف الطوارق تحديدا، وفي شمال أفريقيا عموما. يلثم الرجال به الرأس والوجه، لحمايتهم من الشمس والرياح الصحراوية الجافة.

## استخدامات أخرى

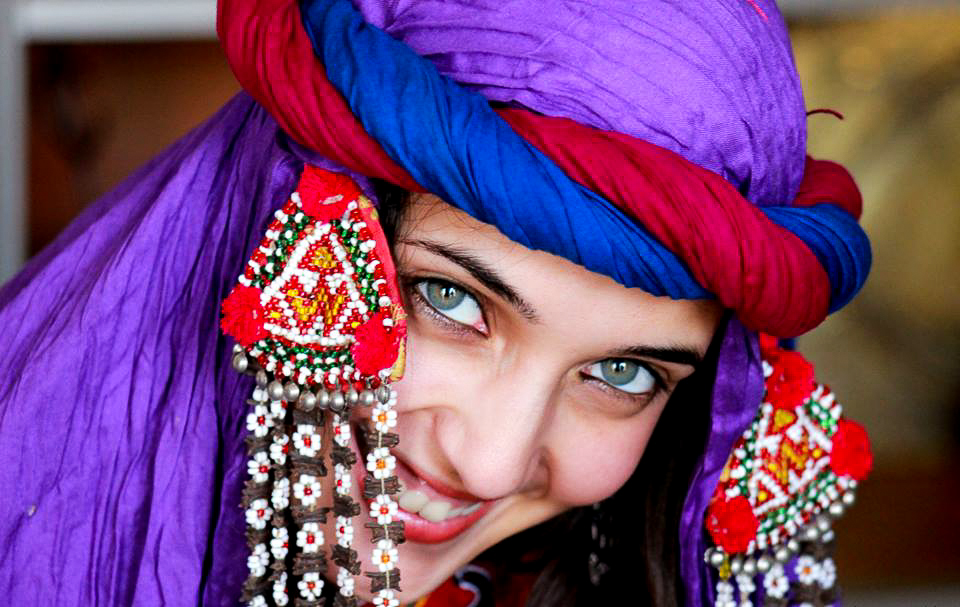
شاش متعدد الألوان ترتديه امرأة جزائرية.

## مقالات ذات صلة
- كوفية